# Alliance française de Nankin

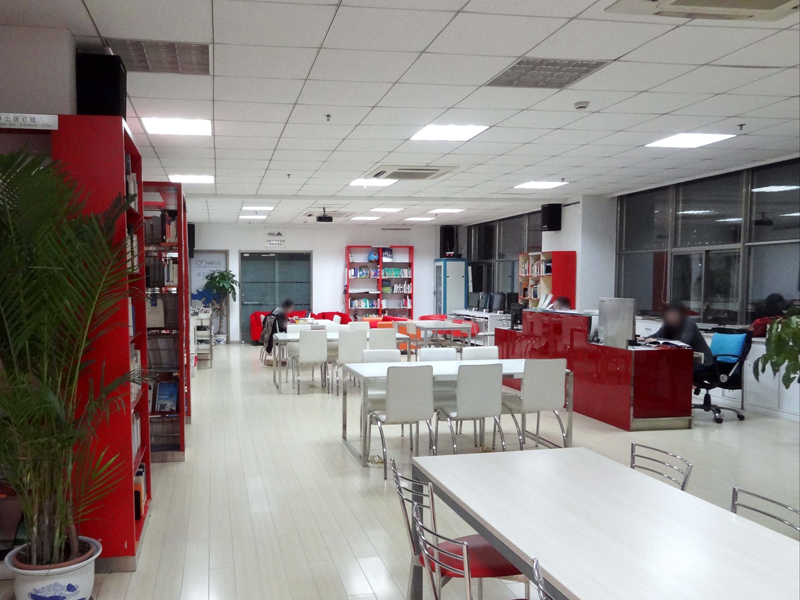
La médiathèque à l'Alliance française de Nankin

L'Alliance française de Nankin (南京法语联盟) a été créée à Nankin en 2001 en partenariat avec l'Université normale de Nankin avec le soutien de la délégation générale de l'Alliance française en Chine et de l'Ambassade de France. 
Elle fut la première Alliance française de Chine à ouvrir dans une ville sans présence consulaire française.
Elle propose des cours de français général et de spécialité, met à la disposition du public une médiathèque de plus de 6 000 ouvrages tous supports (livres, magazines, CD, DVD…), dont près de 1 000 titres en langue chinoise., héberge une antenne Campus France, service officiel de l'Ambassade de France en Chine. On y trouve aussi le bistrot gourmand, petit restaurant tenu par un français. Depuis sa création, elle a contribué à former plus de 10 000 apprenants, dont de nombreuses promotions d'étudiants se destinant à intégrer une école d'ingénieurs française, et a organisé pas moins de 600 événements culturels.
Cette alliance soutient les musiques actuelles françaises et francophones : elle a notamment accueilli les chanteurs Alex Nevsky, Arnaud Fleurent-Didier, Jil Caplan, le groupe Syrano, le percussionniste François Essomba, et a lancé la carrière internationale du groupe de rock celtique Epsylon. Elle promeut le débat d'idées avec des personnalités comme Pierre Rosanvallon, Shan Sa ou Xu Gefei. En 2014, les écrivains Jean-Marie Gustave Le Clézio, prix Nobel de littérature de 2008, ainsi que Marie Nimier, prix Médicis et prix du roman de l’Académie française, et l’écrivain chinois Bi Feiyu, prix Lu Xun et prix Mao Dun, se sont retrouvés. Tous les trois réunis à l’Alliance française de Nankin dans le cadre d’une discussion sur les difficultés liées à l’écriture autobiographique, ils ont successivement évoqué la part de confession, d’imaginaire et de faits réels dans leur écriture. Elle a aussi fait connaître à Nankin les caricaturistes suisses Plonk et Replonk, l'illustrateur Serge Bloch et les photographes Jean-Marc Caracci, Alain Deflesselles, Alexandre Détry, Arno Fougères, Nicolas Harter, Christophe Loviny, Tamara. 
En partenariat avec la Chambre de commerce européenne de Nankin, l'Alliance française a initié une journée dédiée à la fête de l'Europe le 9 mai. La journée de l'Europe 2012 a réuni 13 représentants des pays membres de l'UE autour de la thématique « Développer votre carrière européenne ».
Ses directeurs successifs : Myriam Kryger et Liu Haifeng, Marie-Christine Charlieu et Liu Haifeng, Xavier Leroux et Qian Chunmei (钱春梅), Gérard Gréverand et Cai Neng.